# Ярузельский, Войцех
Во́йцех Ви́тольд Ярузе́льский (пол. Wojciech Witold Jaruzelski), в некоторых русскоязычных источниках Во́йцех Владисла́вович Ярузе́льский (6 июля 1923, Курув, Люблинское воеводство — 25 мая 2014, Варшава) — польский военный и государственный деятель, генерал армии (1973), министр национальной обороны ПНР (1968—1983), Председатель Совета Министров ПНР (1981—1985), Первый секретарь ЦК ПОРП (1981—1989), Председатель Военного Совета национального спасения (1981—1983), Председатель Государственного Совета ПНР (1985—1989), первый Президент ПНР (1989) и первый Президент посткоммунистической Республики Польша (1989—1990).

## Биография
Родился 6 июля 1923 года в селе Курув (Люблинское воеводство) в семье землевладельца Владислава Ярузельского, семья имела дворянское происхождение (герб Слеповрон) и восходила корнями к рубежу XV—XVI веков, родовым поместьем было место Русь Старая — Соколы. Дед, тоже Войцех, принимал участие в Польском восстании 1863 года, был сослан в Сибирь. Кроме Войцеха, в семье также была дочь Тереза (р. 1928).

### Ранние годы
Получил начальное домашнее образование, с 1933 года посещал марианскую гимназию в Белянах (Варшава), где был другом будущего писателя Тадеуша Гайцы. В школе добился успехов в гуманитарных предметах, в частности польском языке и истории и писал статьи для школьной газеты. С 1937 состоял в Союзе польских харцеров.
В 1939 году после нападения Нацистской Германии на Польшу семья Ярузельских переехала в Новогрудское воеводство, а затем в ночь с 22 на 23 сентября пересекла границу с Литвой. После присоединения Прибалтики к СССР в августе 1940 года семья Ярузельских приняла решение о возвращении в оккупированную Польшу, но была арестована и 14 июня 1941 года сослана в Сибирь. Отец Войцеха был отправлен в трудовой лагерь в Алтайском крае, сам он с матерью и сестрой жил в селе Турочак и работал на лесоповале, где страдал снежной слепотой. В сибирской ссылке на лесоповале Войцех сжёг роговицу глаз, поэтому позже носил тёмные очки. В связи с этим в Польше имел прозвище «сварщик» (пол. «spawacz»). Там же в ссылке выучил русский язык, на котором говорил почти без акцента.
После подписания соглашения Сикорского — Майского отец Ярузельского Владислав был выпущен из лагеря и отправился в Бийск, где в то время размещалась польская делегация. По версии сестры Ярузельского, именно тогда Владислав записал Войцеха добровольцем в Армию Андерса, поэтому Войцех в январе 1942 года переехал из Турочака в Бийск.
Владислав Ярузельский умер в Бийске в июне 1942 года. По воспоминаниям Войцеха Ярузельского, он похоронил отца, завернув его вместо савана в газету «Правда».

### Вторая мировая война
В июле 1943 года вступил в 1-ю польскую пехотную дивизию им. Тадеуша Костюшко, сформированную в СССР. В том же году окончил Рязанское пехотное училище имени К. Е. Ворошилова (РКПУ), куда принимали и поляков. В звании поручика сражался в составе 2-й польской пехотной дивизии им. Генрика Домбровского. С 1943 года — командир взвода автоматчиков, с весны 1944 — командир взвода конной разведки, с января 1945 — помощник начальника штаба 5-го пехотного полка по разведке. Принимал участие в боях на Висле, на Магнушевском плацдарме, в освобождении Варшавы, в штурме Поморского вала, в боях на Балтийском побережье, Одере и Эльбе (Лабе). За отвагу и мужество в боях награждён многими польскими боевыми медалями и орденами, в том числе высшей военной наградой Польши орденом «Virtuti Militari».

### Военная деятельность после Второй мировой войны и партийная деятельность
Окончил с отличием Высшее пехотное училище, а также Академию Генерального штаба им. генерала брони К. Сверчевского.
После завершения Второй мировой войны в 1945—1947 годах участвовал в боях против отрядов подпольной антикоммунистической организации «Свобода и Независимость» и УПА.
По окончании академии занимал должности преподавателя тактики и службы штабов Высшего пехотного училища, начальника Управления военно-учебных заведений, заместителя начальника Главного управления боевой подготовки. В 1957—1960 годах — командир 12-й механизированной дивизии им. Армии Людовой. В 1960—1965 годах — начальник Главного политического управления Войска Польского, в 1965—1968 годах — начальник Генерального штаба Войска Польского. В 1962—1968 годах — заместитель министра национальной обороны, с апреля 1968 по ноябрь 1983 года — министр национальной обороны ПНР.
В 1947 году вступил в Польскую рабочую партию, с 1964 по январь 1990 — член ЦК Польской объединённой рабочей партии (ПОРП). Кандидат в члены Политбюро ЦК ПОРП с 1970 года. Член Политбюро в 1971—1989 годах.

### Во главе Польши

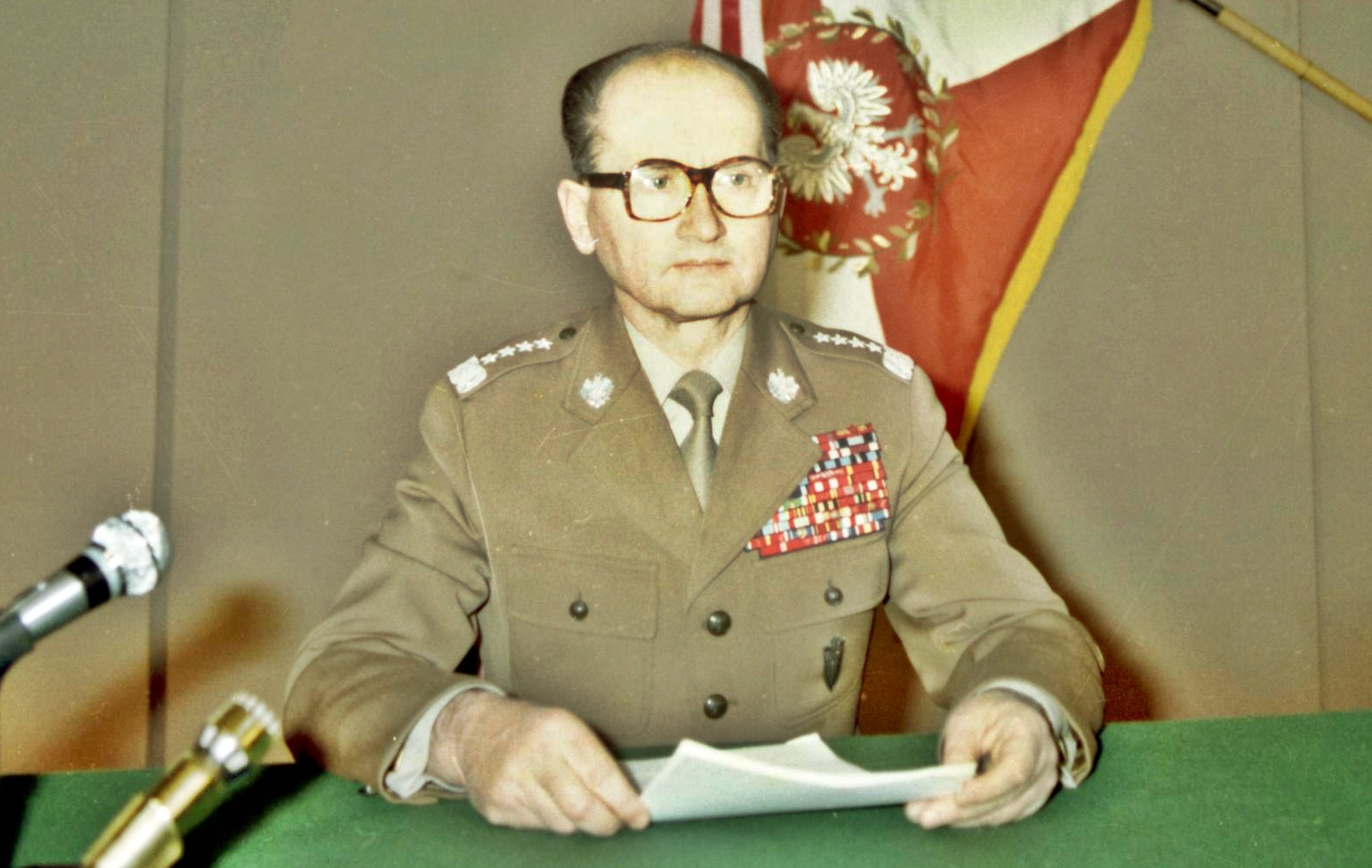
Телеобращение Войцеха Ярузельского в связи с введением военного положения в Польше, 13 декабря 1981 года

С 11 февраля 1981 года — Председатель Совета Министров ПНР, а с 18 октября 1981 также Первый секретарь ЦК ПОРП. В ночь с 12 по 13 декабря 1981 года он стал Председателем Военного Совета национального спасения, который ввёл военное положение, интернировал лидеров «Солидарности», составлявших основную оппозицию власти партии (также были интернированы 37 бывших партийно-государственных руководителей), и подавил все попытки дестабилизировать своё правление. Одновременно были политически усмирены и консервативные деятели «партийного бетона».
С ноября 1983 года — Председатель Комитета обороны и Верховный Главнокомандующий Вооружёнными Силами ПНР. Политические позиции Ярузельского укрепились в 1984—1985, когда убийство Ежи Попелушко создало повод для устранения из руководства представителей консервативного крыла во главе с генералом Милевским. На протяжении 1980-х годов Ярузельский бессменно возглавлял правящую группу, названную в стране «Директорией».
В то же время категорически выступил против предложений о вводе советских войск на территорию Польши во время массового забастовочного движения 1988 и революционных событий 1989. Санкционировал переговоры в Магдаленке, Круглый стол и альтернативные выборы 1989.
19 июля 1989 года был избран президентом ПНР, за это голосовало 270 депутатов Сейма и сенаторов, против − 233 (из общего числа 544 имевших право голоса). При этом дал обещание (и выполнил его) выйти из руководства ПОРП, так как «это диктуется той ролью, которую конституция отводит президенту — гаранта внутренней стабильности, арбитра, стоящего над партиями».
В 1990 году дал согласие на проведение в стране многопартийных выборов президента (а ранее — в Сейм Польши) и по их итогам мирным путём передал власть избранному президенту Леху Валенсе, сам он в выборах не участвовал.

### После отставки
В дальнейшем в Польше неоднократно предпринимались попытки привлечь В. Ярузельского к ответственности за его действия в качестве главы государства, но все они кончились безрезультатно. 17 апреля 2007 года против него и восьми других партийных и государственных деятелей социалистической Польши было выдвинуто очередное обвинение в совершении преступлений в годы «коммунистического режима». Он обвинялся, в частности, во введении военного положения в Польше в ночь с 12 на 13 декабря 1981 года в разгар антиправительственных выступлений сторонников профсоюза «Солидарность», а также в «руководстве преступной организацией вооружённого характера, имевшей целью совершение преступлений» — имеется в виду Военный совет национального спасения, взявший в свои руки руководство страной. В августе 2011 года, в связи с состоянием здоровья, суд исключил Ярузельского из состава участников процесса по делу о введении военного положения.

### Смерть и похороны
В начале мая 2014 года перенёс инсульт. Скончался 25 мая 2014 года в неврологическом отделении госпиталя Военно-медицинского института в Варшаве. В последние годы своей жизни Ярузельский болел лимфомой и часто попадал в больницу. На его похоронах, состоявшихся 30 мая в Варшаве, среди сотен поляков присутствовали бывшие президенты Польши Лех Валенса и Александр Квасьневский при участии подразделений Войска Польского. Затем его тело было кремировано, а прах похоронен с воинскими почестями на мемориальном кладбище Воинские Повонзки, рядом с могилой Болеслава Берута, первого коммунистического лидера Польши после Второй мировой войны. Решение похоронить Ярузельского в главном военном некрополе Польши, где покоится прах польских солдат, защищавших Отечество с XIX века, вызвало протесты.

## Оценки деятельности
В Польше оценки деятельности Войцеха Ярузельского варьируют от резкого неприятия до поддержки в зависимости от отношения к необходимости введения Военного положения, к социалистическому периоду истории страны в целом, а также политической ориентации.
По данным опроса, проведенного в 2014 году государственным Центром исследований общественного мнения, 47 % опрошенных считало, что Ярузельский «хорошо служил Польше», 33 % придерживалось противоположного мнения, а 20 % не имело однозначного мнения по этому вопросу.
По мнению социологов, профессоров Варшавского университета Ядвиги Станишкис и Януша Чапиньского, Ярузельский был «трагической фигурой» польской истории, вынужденной выбирать меньшее зло. По мере смены поколений и прояснения обстоятельств принятых им решений его оценка обществом должна стать более взвешенной.
Ближайшие сотрудники, в частности, Ежи Урбан и Чеслав Кищак отмечали личную порядочность и трудолюбие Ярузельского, указывая, однако, на непонимание им принципов рыночной экономики.
Схожего мнения придерживается общавшийся с Ярузельским маршал Дмитрий Язов:
Он был очень порядочным человеком. Фактически спас Польшу, введя в стране военное положение. Когда Брежневу доложили, что вокруг Варшавы стоят восемь польских дивизий, ему пришлось отказаться от ввода советских войск.

## Воинские звания
- Хорунжий — 16 декабря 1943
- Подпоручик — 11 ноября 1944
- Поручик — 25 апреля 1945
- Капитан — 22 июля 1946
- Майор — 10 июля 1948
- Подполковник — 25 января 1949
- Полковник — 31 декабря 1953
- Генерал бригады — 14 июля 1956
- Генерал дивизии — 13 июля 1960
- Генерал брони — 9 июля 1968
- Генерал армии — 23 сентября 1973

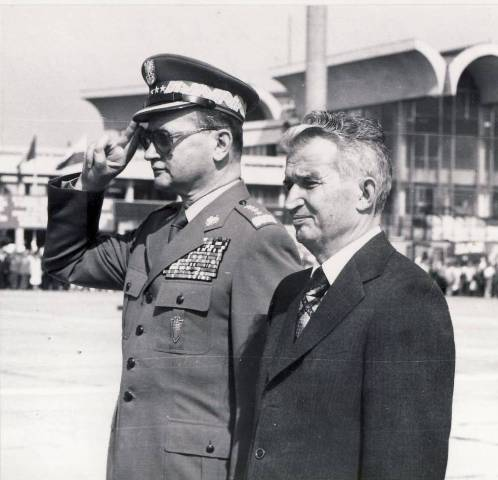
Генерал Войцех Ярузельский и Николае Чаушеску

В 1980-е годы, располагая всей полнотой власти, В. Ярузельский отверг идею своего окружения о присвоении ему звания Маршала Польши, сказав, что маршалы в войну командовали армиями, а он командовал кавалерийским взводом.

## Награды

### Польша

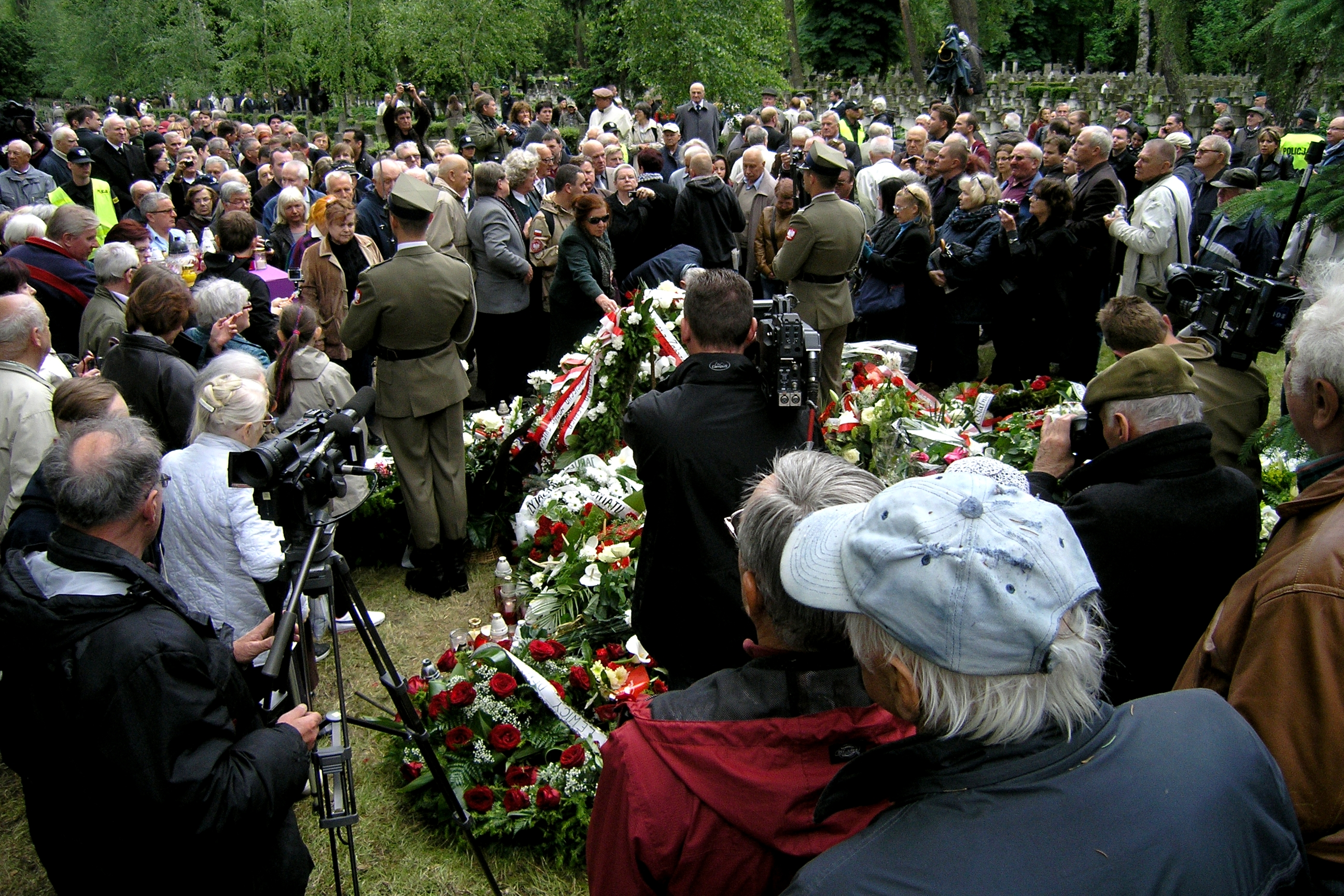
Похороны Войцеха Ярузельского

- Серебряный крест Военного ордена «Virtuti Militari»
- Офицер Ордена Возрождения Польши
- Кавалер Ордена Возрождения Польши (1948)
- Орден Строителей Народной Польши
- Орден «Знамя Труда» I класса
- Орден «Крест Грюнвальда» III класса (1945)
- Два ордена Крест Храбрых (1945, 1946)
- Крест Заслуги (1945)
- Три Серебряные медали «Заслуженным на поле Славы» (все в 1945)
- Медаль «Защитнику народной власти»
- Медаль «10-летие Народной Польши» (1954)
- Медаль «30-летие Народной Польши» (1974)
- Медаль «40-летие Народной Польши» (1984)
- Медаль «За Варшаву 1939—1945» (1945)
- Медаль «За Одру, Нису и Балтику»
- Медаль «Победы и Свободы»
- Золотая медаль Вооружённых Сил за службу Отечеству
- Серебряная медаль Вооружённых Сил за службу Отечеству
- Бронзовая медаль Вооружённых Сил за службу Отечеству
- Медаль «За участие в боях за Берлин»
- Золотая медаль «За заслуги в национальной обороне» (1973)
- Серебряная медаль «За заслуги в национальной обороне» (1968)
- Бронзовая медаль «За заслуги в национальной обороне» (1966)
- Медаль Национальной комиссии образования
- Медаль «Pro Memoria» (2005)
- Золотой крест Яна Красицского
- Знак тысячелетия государства Польского

- Крест сосланных в Сибирь (2006). После вручения этой награды Ярузельский сказал в интервью, что он рад тому, что Президент Польши Лех Качиньский сумел подняться выше партийных предпочтений. Немедленно после этого канцелярия Президента Польши опубликовала заявление, согласно которому награда вручена Ярузельскому незаслуженно (почему незаслуженно — не разъяснялось), и если бы Президент Качиньский видел фамилию Ярузельского в списке награждённых, он бы не допустил его награждения. Это заявление возмутило Ярузельского, и он вернул награду в канцелярию Качиньского[18].

### СССР и Россия
- Орден Ленина (11 октября 1968 года) — за заслуги в совместной борьбе против фашистских агрессоров и в связи с 25-й годовщиной Войска Польского[19]
- Орден Ленина (5 июля 1983 года) — отмечая заслуги в деле развития братской дружбы и сотрудничества между народами СССР и ПНР и в связи с шестидесятилетием со дня рождения[20]
- Орден Октябрьской Революции (9 октября 1973 года) — за заслуги в совместной борьбе против немецко-фашистских захватчиков, в послевоенном сотрудничестве и в связи с 30-й годовщиной Войска Польского[21]
- Орден Красного Знамени (26 июня 1978 года) — за боевые заслуги в совместной борьбе в годы второй мировой войны и большой вклад в дело укрепления боевого содружества Вооруженных Сил СССР и Польской Народной Республики в послевоенный период[22]
- Орден Дружбы Народов (1973)
- Медаль «За взятие Берлина»
- Юбилейная медаль «За воинскую доблесть. В ознаменование 100-летия со дня рождения Владимира Ильича Ленина» (1970)
- Медаль «За победу над Германией в Великой Отечественной войне 1941—1945 гг.»
- Юбилейная медаль «Двадцать лет Победы в Великой Отечественной войне 1941—1945 гг.» (1965)
- Юбилейная медаль «Тридцать лет Победы в Великой Отечественной войне 1941—1945 гг.» (1975)
- Юбилейная медаль «Сорок лет Победы в Великой Отечественной войне 1941—1945 гг.» (1985)
- Юбилейная медаль «50 лет Вооружённых Сил СССР» (1968)
- Юбилейная медаль «60 лет Вооружённых Сил СССР» (1978)
- Юбилейная медаль «70 лет Вооружённых Сил СССР» (1988)
- Медаль Жукова (1996)
- Юбилейная медаль «50 лет Победы в Великой Отечественной войне 1941—1945 гг.» (1995)
- Юбилейная медаль «60 лет Победы в Великой Отечественной войне 1941—1945 гг.» (2005)[23]

### Другие государства
- Орден Сухэ-Батора (Монголия, 1977)
- Орден Красного Знамени (Монголия) (Монголия, 1983)
- Орден Георгия Димитрова (Болгария, 1983)
- Медаль «30 лет Болгарской Народной Армии» (Болгария, 1974)
- Орден Красного Знамени (ЧССР) (Чехословакия, 1971)
- Орден Белого льва I степени (Чехословакия, 1978)
- Орден Клемента Готвальда (Чехословакия, 1983)
- Медаль «За укрепление дружбы по оружию» (ЧССР) (1970)
- Орден Государственного флага (КНДР) I-й степени (1977)
- Орден «Хосе Марти» (Куба, 1983)
- Орден Шарнхорста (Германская Демократическая Республика, 1975)
- Орден Звезды Румынии (СРР) (1983)
- Золотая медаль «За воинскую доблесть» (Румыния, 1971)
- Орден Красного Знамени (ВНР) (Венгрия, 1977)
- Орден Знамени (ВНР) (Венгрия, 1983)
- Орден Золотой Звезды (Вьетнам, 1983)
- Командор ордена Короны (Бельгия, 1967)
- Большой Крест ордена Спасителя (Греция, 1987)
- Командор ордена Почётного легиона (Франция, 1989)
- Большой Крест ордена Инфанта дона Энрике (Португалия, 1975)
- Большой Крест ордена «За заслуги перед Итальянской Республикой» с лентой (Италия, 1989)[24]